# Villa Weber

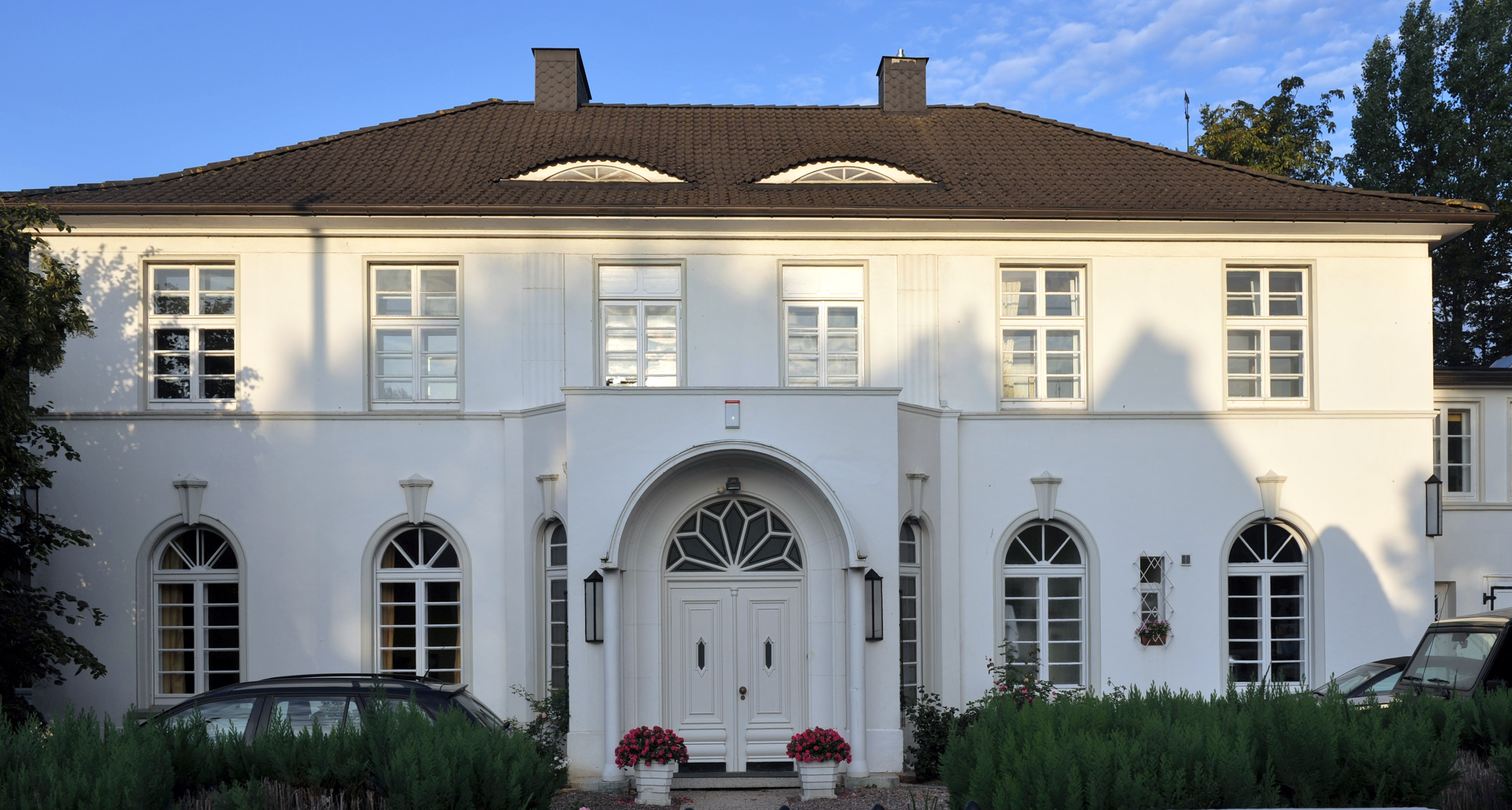
Villa Weber

Die Villa Weber in Bremerhaven-Lehe, Ortsteil Eckernfeld, Wurster Straße 99, entstand 1927 nach Plänen von Ernst Maassen und Robert Witte.
Das Gebäude steht seit 2000 unter Bremer Denkmalschutz.

## Geschichte
Das zweigeschossige, verputzte Wohnhaus mit einem Walmdach und seinen Fledermausgauben entstand 1927 im konservativen Stil durch das Bauunternehmen H.F. Kistner für den Kaufmann Walther Weber und seiner Frau Johanna Weber geb. Kistner. Ab 1945 gehörte Bremen zur amerikanischen Besatzungszone und die von der US-Militärregierung beschlagnahmte Villa wurde bis 1952 als Club 99 genutzt, danach an die Familie zurückgegeben und dann saniert. Es ist (Stand 2021) das Wohnhaus der Familie Weber.